# Johnny Rivers
Johnny Rivers, echte naam John Henry Ramistella (New York, 7 november 1942), is een Amerikaanse popzanger, liedjesschrijver, gitarist en platenproducer. Hij zingt oude rock-'n-roll, folk, blues en countrymuziek. Rivers haalde in de jaren zestig en zeventig verschillende malen de hitparades. Zijn bekendste nummers zijn Memphis, Tennessee, Mountain of Love, The Seventh Son, Secret Agent Man, Poor Side of Town, Baby I Need Your Loving en Summer Rain. Ook vandaag de dag treedt hij nog steeds op.

## Levensloop
De familie Ramistella verhuisde van New York naar Baton Rouge in Louisiana toen Rivers' vader werkloos raakte. Daar vond hij een nieuwe baan. Toen Rivers acht was, leerde hij gitaar spelen van zijn vader en een oom. Hij was toen vooral geïnteresseerd in de folkmuziek van Louisiana. Toen hij op de ‘junior high school’ zat, speelde hij eerst bij een groep genaamd The Rockets en vormde hij later zijn eigen band, The Spades. Op zijn veertiende maakte hij zijn eerste plaat.
Tijdens een verblijf in New York in 1958 ontmoette hij de diskjockey Alan Freed, die hem aanraadde zijn naam te veranderen. De naam werd Johnny Rivers, naar de rivier Mississippi, die door Baton Rouge stroomt.
De volgende jaren maakte hij een aantal platen, die slecht verkochten. Hij vestigde zich in Nashville als liedjesschrijver en zanger van demo’s voor andere artiesten, proefversies van liedjes, zodat ze een idee hadden hoe die moesten klinken. In 1960 ontmoette Rivers de gitarist James Burton, die toen in de band van Ricky Nelson speelde. Nelson bleek geïnteresseerd in zijn liedjes (een ervan, I'll Make Believe, heeft hij ook opgenomen), en in 1961 verhuisde Rivers naar Los Angeles, waar Nelson woonde. Hij schreef er weer liedjes en trad op als studiomuzikant.
In 1963 kreeg hij een contract als zanger en gitarist bij Gazzarri's, een nachtclub in Hollywood, waar hij optrad samen met drummer Eddie Rubin. In hetzelfde jaar kreeg hij het verzoek om het themanummer te zingen voor de Amerikaanse uitzendingen van de Britse tv-serie Danger Man op de televisiezender CBS. Het nummer duurde nog geen minuut. In 1966 kwam een uitgebreide versie van het liedje, geschreven door P.F. Sloan, van bijna drie minuten uit als single onder de naam Secret Agent Man. De plaat bracht het tot nummer 3 in de Billboard Hot 100. Maar toen was Johnny Rivers al een gevestigde naam.
In 1964 kreeg Rivers een contract voor een jaar bij de nachtclub Whisky a Go Go aan de Sunset Strip in West-Hollywood. Hij kwam er daarna regelmatig terug. Rivers maakte er het livealbum At the Whisky à Go Go, dat de twaalfde plaats bereikte in de Billboard Album Top 200. Een van de nummers van het album, het Chuck Berry-nummer Memphis, Tennessee, werd als single zijn eerste hit, met een tweede plaats in de Billboard Hot 100.
In 1964 and 1965 nam Rivers veel livenummers op. Een paar daarvan, zoals Maybellene, Mountain of Love, Midnight Special, Seventh Son en Where Have All the Flowers Gone?, werden als single uitgebracht en haalden de hitparades.
In 1966 stapte hij af van de formule van liveopnamen en ging hij ballads opnemen met groot orkest en achtergrondzang. In die stijl is zijn enige nummer 1-hit, Poor Side of Town, trouwens een van de weinige hits die hij zelf geschreven heeft. In dit jaar zette hij ook een eigen platenmaatschappij op, Soul City Records. Het label is vooral bekend van de groep The 5th Dimension, die met Aquarius/Let the Sunshine In en Wedding Bell Blues twee nummer 1-hits scoorde. Rivers kreeg als producer van The Fifth Dimension een Grammy Award.
In de jaren zestig had Rivers verder nog hits met de Four Tops-cover Baby I Need Your Loving, de Miracles-cover The Tracks of My Tears en Summer Rain. In 1967 was hij een van de artiesten die optraden op het Monterey Pop Festival.

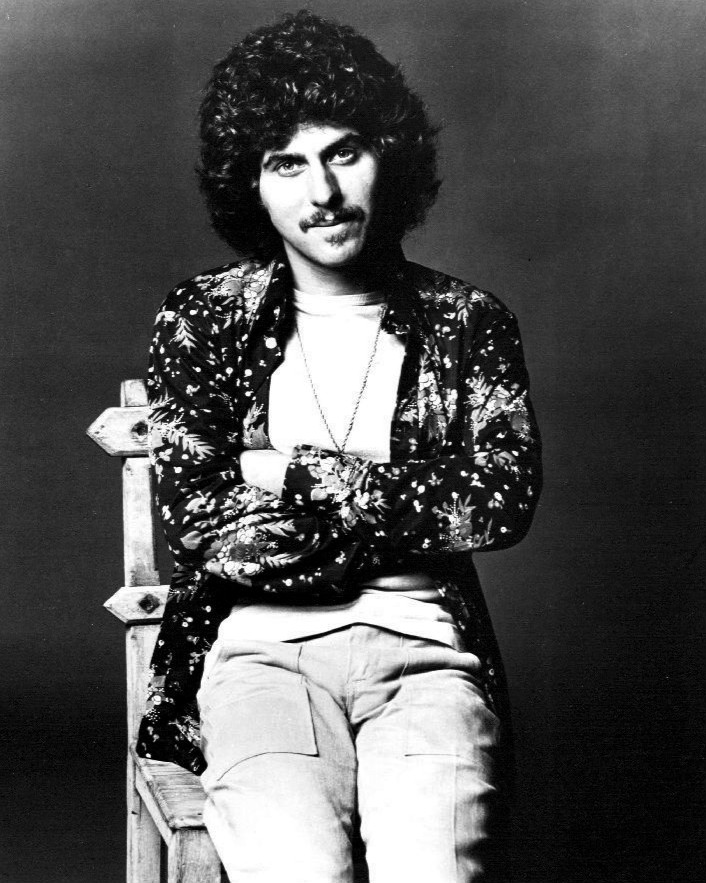
Johnny Rivers in 1973

In de jaren zeventig had Johnny Rivers ook hits, maar hij was minder succesvol dan in het voorgaande decennium. Redelijke hits werden onder andere Rockin' Pneumonia and the Boogie Woogie Flu, Blue Suede Shoes (een cover van Carl Perkins), Help Me, Rhonda (een nummer van The Beach Boys, waaraan Brian Wilson zelf meewerkte) en Swayin' to the Music (Slow Dancing).
Daarna bleef hij optreden en platen maken, maar hits heeft hij niet meer. Sinds 1998 brengt hij zijn platen uit op zijn eigen label Soul City. Op 12 juni 2009 werd Johnny Rivers opgenomen in de Louisiana Music Hall of Fame.
Op 9 april 2017 zong Rivers Blue Suede Shoes tijdens de begrafenisdienst voor Chuck Berry.
In België heeft Johnny Rivers 2 hits gehad: in 1964 Memphis, Tennessee: 4 weken in de Ultratop 50 met hoogste positie #17 en in 1971 Sea Cruise: 10 weken in de Ultratop 50 met hoogste positie #10.

## Discografie

### Singles (t/m 1985)
- 1957: Hey Little Girl
- 1958: Baby Come Back
- 1958: You're the One
- 1959: Your First and Last Love
- 1959: Everyday
- 1960: Customary Thing
- 1961: Knock Three Times
- 1962: To Be Loved
- 1962: Long Black Veil
- 1962: Blue Skies
- 1963: If You Want It, I've Got It
- 1964: Dream Doll
- 1964: Memphis, Tennessee (2 in de Billboard Hot 100)
- 1964: Oh What a Kiss
- 1964: Maybellene (12 in de Billboard Hot 100)
- 1964: Mountain of Love (9 in de Billboard Hot 100)
- 1965: Midnight Special (20 in de Billboard Hot 100)
- 1965: Cupid (76 in de Billboard Hot 100)
- 1965: Seventh Son (7 in de Billboard Hot 100)
- 1965: Where Have All the Flowers Gone? (26 in de Billboard Hot 100)
- 1965: Under Your Spell Again (35 in de Billboard Hot 100)
- 1966: Secret Agent Man (3 in de Billboard Hot 100)
- 1966: (I Washed My Hands in) Muddy Water (19 in de Billboard Hot 100)
- 1966: Poor Side of Town (1 in de Billboard Hot 100)
- 1967: Baby I Need Your Loving (3 in de Billboard Hot 100)
- 1967: The Tracks of My Tears (10 in de Billboard Hot 100)
- 1967: Summer Rain (14 in de Billboard Hot 100)
- 1968: Look to Your Soul (49 in de Billboard Hot 100)
- 1968: Right Relations (61 in de Billboard Hot 100)
- 1969: These Are Not My People (55 in de Billboard Hot 100)
- 1969: Muddy River (41 in de Billboard Hot 100)
- 1969: One Woman (89 in de Billboard Hot 100)
- 1970: Fire and Rain (94 in de Billboard Hot 100)
- 1970: Into the Mystic (51 in de Billboard Hot 100)
- 1971: Sea Cruise (84 in de Billboard Hot 100)
- 1971: Think His Name (65 in de Billboard Hot 100)
- 1972: Rockin' Pneumonia and the Boogie Woogie Flu (6 in de Billboard Hot 100)
- 1973: Blue Suede Shoes (38 in de Billboard Hot 100)
- 1973: Searchin'
- 1974: Six Days on the Road
- 1975: Help Me, Rhonda (22 in de Billboard Hot 100)
- 1977: Ashes and Sand (96 in de Billboard Hot 100)
- 1977: Swayin' to the Music (Slow Dancin') (10 in de Billboard Hot 100)
- 1978: Curious Mind (Um, Um, Um, Um,Um, Um) (41 in de Billboard Hot 100)
- 1980: Little White Lie
- 1980: China
- 1980: Romance
- 1982: RSVP
- 1984: Heartbreak Love
- 1985: Tearing The Drive-In Down

### Albums
- 1964: In Action
- 1965: Johnny Rivers Rocks the Folk
- 1966: Changes
- 1967: Rewind
- 1968: Realization
- 1969: City Ways
- 1970: Slim Slo Slider
- 1971: Home Grown
- 1972: L.A. Reggae
- 1973: Blue Suede Shoes
- 1974: The Road
- 1975: New Lovers and Old Friends[5]
- 1976: Wild Night
- 1978: Outside Help
- 1980: Borrowed Time
- 1983: Not a Through Street
- 1998: The Memphis Sun Recordings
- 1998: Last Train to Memphis
- 2004: Reinvention Highway
- 2009: Shadows on the Moon

### Livealbums
- 1964: At the Whisky à Go Go
- 1964: Here We à Go Go Again!
- 1965: Meanwhile Back at the Whisky à Go Go
- 1966: ...And I Know You Wanna Dance
- 1967: Whisky à Go-Go Revisited
- 1970:  More Live At The Whiskey-A-Go-Go
- 1974:  Last Boogie in Paris
- 1983: Johnny Rivers
- 2001: Back at the Whisky